# UQコミュニケーションズ
UQコミュニケーションズ株式会社（ユーキューコミュニケーションズ、英: UQ Communications Inc.）は、東京都千代田区飯田橋に本社を置く無線データ通信事業を行うKDDIグループの電気通信事業者である。

## 概要
UQコミュニケーションズ株式会社は、KDDI株式会社が2005年6月に成功したWiMAX実証実験を元に、無線データ通信の事業化を目的として、2007年にワイヤレスブロードバンド企画株式会社（KDDI100%出資子会社）として設立された。同年9月、第三者割当を実施し、Intel Capital、JR東日本、京セラ、大和証券グループ本社、三菱UFJ銀行などが資本参加し、翌2008年3月に社名を現在のUQコミュニケーションズ株式会社に変更した。初代の代表取締役社長には、設立当初よりKDDI株式会社取締役執行役員常務で、旧DDI・IDO色が濃いモバイル部門としては異色の国際電信電話出身の田中孝司が就任（兼任）していた（現在は、KDDI本体の代表取締役社長と当社の代表権のない会長）。
無線データ通信のサービスは、2009年2月26日から「UQ WiMAX」（ユーキュー ワイマックス）のサービス名称で試験サービスを開始し、同年7月1日から正式サービスとして提供を行っている。現在の社団法人電気通信事業者協会（TCA）による契約数調査による契約数は、契約数参照。
KDDIでは2003年からWiMAX技術に着目、標準化作業に携わるとともに技術開発に取り組んできたとしている。
2015年10月1日にはKDDIバリューイネイブラーを吸収合併し、au 4G LTEのMVNOであるUQ mobileおよびMVNE事業とを運営したが、2020年10月1日にUQ mobile事業はauブランドを展開するKDDIおよび沖縄セルラー電話（これまで沖縄県でUQ mobileを提供していたUQモバイル沖縄は同日沖縄セルラー電話に吸収合併）に移管。これにより、UQ mobileは正式にauのサブブランドとなった。

### 社名の由来
社名の「UQ」は、普遍的と高品質=Universal Qualityの頭文字から名付けられた。かつ「U」には、ユビキタス=Ubiquitous、「Q」には、大容量=Quantities、高速=Quicknessの意味が込められている。ロゴマークは、「Universal Quality」という社名の由来から感じる「大らかなスケール感」と「揺るぎない信頼感」を表現し、コーポレートカラーの「ニュートラルなブルー」は、「協調性」と「オープンな姿勢」の象徴を表現し、作成された。

### 通信事業者への公衆無線LANアクセスポイントの設備卸提供
ワイヤ・アンド・ワイヤレスなどに自社のWiMAX回線などをバックボーンとした公衆無線LANアクセスポイントを設備卸提供している。

## JR東日本との関係
出資企業のひとつである東日本旅客鉄道（以下、JR東日本）は、移動体通信事業の東京テレメッセージ・アステル東京・東京デジタルホンを傘下に抱えていた新電電大手の日本テレコムの大株主だったが、2001年に、アステル事業を除きボーダフォングループへ売却した（筆頭株主の異動を経て2015年現在の法人格はソフトバンク）。2007年1月に同社はUQの第三者割当増資の出資を引き受け、約6年弱ぶりに通信会社への出資を実施したことになる。ただ、このプレスリリースでは具体的な目的は記述されなかった。
その後、#サービスエリア（後項）に同社駅構内が含まれる他、ミリ波（三菱電機との共同開発）やNTTドコモのFOMAパケット通信を用いて更新を行っているトレインチャンネル・自動販売機などのワイヤレステレメトリング、LAN配信のデジタルポスターといった通信手段を、将来的にWiMAXへ代替する計画を2008年4月発表の「2020年グループ経営ビジョン」において示したため、無線通信による業務利用インフラの確保を狙ったものと推測される。
2009年11月より、首都圏のトレインチャンネル搭載車両（E233系）でUQのテレビコマーシャルが放映されている。トレインチャンネル・デジタルポスターについては2009年度中にもWiMAXへ移行することが発表されたが、未だ完全に移行されていない模様である。
また、東日本旅客鉄道の本社IT・Suica事業本部の管轄で、2010年4月1日よりUQのMVNO形態で同社が通信事業に参入した。JR東日本グループ社員や取引関係のある法人を契約対象としている。
2010年4月よりジェイアール東日本リテールネット運営の一部のキオスク駅売店に、取扱商品のテレビコマーシャル（日経新聞など）や商品情報・天気予報などを小型の液晶ディスプレイで放映する「KIOSK デジタルサイネージ」の展開が開始され、この通信回線にはUQ WiMAXが使われている。また、同社が運営するコンビニエンスストアのNEWDAYSの89店舗では新型POSシステムの本部-店舗間を結ぶ回線にもWiMAXを導入、有線を利用したものに比べ約6割のコスト削減を実現、店舗のリニューアルや移設にも対応しやすい、としている。

### 車内無線LANサービス
2009年10月より運行開始したE259系電車「成田エクスプレス」において、経路沿線に設置したWiMAX基地局のネットワークを活用し、車内での無線LAN（いわゆるホットスポット）サービスがJR東日本によって開始されている。これは当該車両の客室に無線LANのアクセスポイントが設置され、車両屋根上のアンテナがUQ WiMAX基地局と送受信を行うことで、ユーザーは無線LANによるインターネット接続が利用できるものである。
UQ WiMAX契約ユーザーは無料サービスの「UQ Wi-Fi」を利用する。また、JRのサービスであるため、独自のローミングにより、ソフトバンクテレコムが提供するBBモバイルポイントの対象ユーザー（ODN・Yahoo! JAPAN無線LANサービス等）も利用出来る。2010年2月25日より、車内無線LANを使い、UQのオンラインサインアップを行うことも可能である。
この車両は他路線のトレインチャンネルに該当する「液晶案内サービス」のデータ送受信にWiMAXが供用された最初の事例である。
さらに2012年に運転を開始した常磐線特急用のE657系電車では上記Wi-Fiプロバイダに加えて、WIMAXレピータを車両内に搭載することによりUQ WiMAXサービスを安定して使用することができる。
先行して同様の車内インターネットサービスが東海道新幹線のN700系において提供され、UQ Wi-Fiユーザも利用可能であるが、これは三菱電機が開発した、400MHz帯周波数を利用した列車無線による通信システムであり、モバイルWiMAXを利用したものではない。

## テレビCM

### UQ WiMAX
テレビCMは、2009年6月15日に開始する。2010年1月現在、合計7本のテレビCMが放映されている。放送されたテレビCMは、UQコミュニケーションズのウェブサイト「GET GALLERY」で見ることができる。CMは、広告代理店のプロデュースで芸能人が出てくる華やかなテレビCMとは異なり、ユニークさとインパクトの強さを残す内容となっている。2009年10月から放映されているCMには、「未来を買おう」というキャッチフレーズが使用されている。このキャッチフレーズは、コーポレートアイデンティティ「GET WiMAX GET FUTURE」の「GET FUTURE」から引用されている。
2011年からは、青一色になったガチャピン・ムック（ブルーガチャムク）を起用。
| 放映期間             | バージョン                 | 内容 |
| -------------------- | -------------------------- | --- |
| 2009年6月15日 - 10月 | ボール編                   | NBAやナイキなどのイベントで活躍するボールを自由に操るアメリカ人フリースタイラーを起用し、ロンドンで撮影されたCM。                                                       |
| 2009年6月15日 - 10月 | ルービックキューブ編       | ルービックキューブを瞬時に完成させる18歳のイギリス人少年を起用し、ロンドン、ソーホー地区で撮影されたCM。                                                                |
| 2009年6月15日 - 10月 | 拍手編                     | 世界最速の拍手をする男としてギネス認定記録を保持するアメリカ人男性を起用し、その男性の自宅で撮影されたCM。                                                              |
| 2009年10月22日 -     | なわとび編                 | なわとびで2つのギネス認定記録を保持する愛知県在住の鈴木めぐみ（放映当時16歳）を起用し、彼女の自宅前で撮影されたCM。                                                     |
| 2009年10月22日 -     | スタッキング編             | スタッキングサイクル種目で5つの世界記録を保持する12歳のアメリカ人少年を起用している。映像は、その少年が世界記録を樹立したスタッキングサイクル大会の映像を使用している。 |
| 2009年11月 -         | 入ってる?猫編              | スコティッシュフォールドのオス猫「まる」が、ビールの空箱に身体を入れる映像が使用されている。                                                                            |
| 2009年11月 -         | 入ってる?ビリヤード犬編    | コロラドブルドッグのメスの犬が足でビリヤードのポケットにボールを入れる映像が使用されている。                                                                            |
| 2010年2月 -          | 入ってる!全国区編          | 「入ってる?猫編」で話題を呼んだスコティッシュフォールドの「まる」を再び起用。今度は収納ケースを自身で開け、それに入り込む映像が使用されている。                         |
| 2010年2月 -          | 入ってる!比べて編          | 同じく「まる」を起用。こちらは飼い主がビールの空箱を引く時にそれに飛び掛るようにまるが勢いよく身体を入れる映像が使用されている。                                        |
| 2010年6月 -          | ワイマックスって何?猫篇    | アメリカンショートヘアの「まーご」とパグの「ナポリタン」を起用。 |
| 2010年6月 -          | ワイマックスって何?比較篇  | 「ワイマックスって何?猫篇」同様「まーご」と「ナポリタン」を起用。 |
| 2011年4月 -          | Hellow! WiMAX 登場篇       | ブルーガチャムク（ブルーガチャ、ブルームク）を起用。合言葉は「Hello! WiMAX」。                                                                                          |
| 2011年4月 -          | Hellow! WiMAX 誤解篇       | ブルーガチャムク出演。 |
| 2011年6月 -          | Hellow! WiMAX 家から外に篇 | 総勢10名の黒子をつかって家の中から外のシーンへの舞台転換を行っている。ブルーガチャムク出演。                                                                            |

### UQ mobile
2015年、UQ mobile初代イメージキャラクターとして後藤輝基を起用（当時はKDDIバリューイネイブラーと沖縄バリューイネイブラー）。
2016年、UQ mobileの最初のCMから、ガチャピンだけがピンク（ピンクガチャ）に変更され、更に堀田茜と共演している。
三姉妹シリーズ
2016年10月から、ブルームク（父）、ピンクガチャ又はブルーガチャ（母）、深田恭子（長女）、多部未華子（次女）、永野芽郁（三女）の家族という設定となる。CMではピンク・レディーの「UFO」のイントロが流れ、歌い出しの「UFO」を「UQ」に言い換える。
- 2017年12月の「のりかえたいペーパー編」から、上記の家族の他にゲスト出演者が入るバージョンが放送されていた。
- 2020年3月1日から、三姉妹がWinkの楽曲「淋しい熱帯魚」に合わせて踊りをするCMが公開された。今回のダンスは原曲と同じ振付師香瑠鼓が監修しており、このCMのために特別にアレンジされている。また「UQモバイル」のTikTok公式アカウントでは、ダンス動画のフルバージョンを公開していた。2020年8月7日から放送の「シニア三姉妹」篇では、松坂慶子、大地真央、田中美佐子が“シニア三姉妹”として初登場[18]。
- 2021年は、多部の産前産後休業により深田・永野コンビ、次いで深田の病気休業により多部・永野コンビのCMが放送されていた。

ゲスト出演者
- 林家ペー・林家パー子（2017年）
- はるな愛（2017年）
- 藤原紀香（2017年・2018年）[19]
- ゴールデンボンバー（2018年）[16]
- 武田鉄矢（2018年）[16]
- 友近（2018年）
- ゴー☆ジャス（2018年・web限定CM）
- ザブングル（2018年・web限定CM）
- パペットマペット（2018年・web限定CM）
- コロコロチキチキペッパーズ（2018年）
- アニマル浜口・浜口京子（2018年）
- デーモン閣下（2019年）
- 東京スカパラダイスオーケストラ（2019年）

UQUEEN
2021年8月31日にWEB先行公開、9月1日のテレビ放送分から、UQ WiMAXを含めたCMシリーズをリニューアル。「UQUEEN」と呼ばれる女王を演じる満島ひかりと、執事役兼ナレーションの松田龍平をメインに、コミカルなドラマ仕立てとなる。中世ヨーロッパのようなビジュアルだが、「現代の日本のどこか」という設定。
ゲスト出演者
- MAX（「UQEEN なぜMAXがここに 篇」、2025年）

## 販売店

### UQスポット
UQ mobileブランド誕生以降、独自の店舗網UQスポットを展開している。主にUQ mobile及びUQ WiMAXブランドのサービス、及び同サービス対応端末の販売とサポートを行っている。（ただし、解約業務は非対応。）その多くはauブランドの端末を併売している。一部でauショップからの転換が見られる。

### その他
インターネット上の公式オンラインショップや家電量販店・一部レンタルビデオチェーン店等での取扱がある。

## 沿革
- 2005年（平成17年）6月 - 大阪でのWiMAX実証実験に成功
- 2007年（平成19年）
  - 8月29日 - ワイヤレスブロードバンド企画株式会社を設立（KDDI100%出資）
  - 9月18日 - 第三者割当増資を実施。Intel Capital、JR東日本、京セラなどが資本に参加[5]
  - 12月21日 - 総務省に特定基地局開設計画の認定を受ける
  - 12月25日 - 屋外基地局、屋内基地局、ASN-GW装置、CSN装置の提案依頼書（RFP）を公表
- 2008年（平成20年）
  - 3月1日 - 社名をUQコミュニケーションズ株式会社に変更[3]
  - 7月1日 - 電気通信事業者登録を完了
  - 8月29日 - 第1号無線基地局を竣工
  - 11月28日 - 関西、東海地区におけるモバイルWiMAXの無線免許を取得
  - 12月19日 - 特定無線局（端末）の包括免許を取得
- 2009年（平成21年）
  - 2月26日 - 「UQ WiMAX」試験サービスを開始
  - 7月1日 - 「UQ WiMAX」の正式サービスを開始[23]
  - 9月15日 - 国際ローミングに関してアメリカClearwire Communications、ロシアYotaと提携協議を開始[24]
  - 10月1日 - 「UQ 1Day」及び「UQ Wi-Fi（オプション）」のサービスを開始
  - 12月15日 - 「Try WiMAX」のサービスを開始[25]
  - 12月18日 - 「UQ Step」のサービスを開始
- 2011年（平成23年）12月 - 上り15.4Mbpsに高速化[26]
- 2012年（平成24年）7月2日 - 全国人口カバー率90%超になったと発表[27]
- 2013年（平成25年）
  - 7月29日 - 新規周波数帯の割り当てが認可される[28]
  - 10月31日 - 「WiMAX 2+」のサービスを開始[29]。下り最大110Mbpsでサービスイン
- 2014年（平成26年）
  - 8月29日 - KDDIグループのMVNO事業を推進する会社として、KDDIバリューイネイブラー株式会社（KVE）を設立[30]

12月18日 - KVE、自社によるMVNOサービス「UQ mobile」を開始
- 2015年（平成27年）
  - 2月12日 - WiMAXで使用している帯域のうち20MHz分をWiMAX2+用に切り換えると共に、キャリア・アグリゲーション（CA）を導入[32]
  - 2月20日 - WiMAX 2+新料金プラン「UQ Flat ツープラス ギガ放題」登場[33]
  - 3月1日 - 全国一斉に4×4 MIMOによる下り最大220Mbpsへの高速化開始[34]
  - 5月29日 - この日よりWiMAX 2+およびau 4G LTE向けの通信速度制限を開始。これにより直近3日間で3Gバイトを超えると最大1Mbps程度に制限[35]
  - 10月1日 - UQコミュニケーションズがKVEを吸収合併[7]
  - 11月17日 - UQ mobileが、VoLTEに対応するSIMの取扱いを開始[36]
- 2016年（平成28年）
  - 2月 - UQ mobileの115番の接続先をKDDIエボルバの電報サービス「でんぽっぽ」に変更
  - 7月1日 - WiMAX2+とau 4G LTEの3波CAによる下り最大370Mbpsサービスを開始[37]
  - 12月2日 - WiMAX2+のCAと4×4 MIMOを組み合わせた下り最大440Mbpsサービスを開始[38]
- 2017年（平成29年）
  - 5月16日 - 一部対応端末のアップデート適用でau 4G LTEを含めた3波CAと4×4 MIMOによる下り最大590Mbps通信サービスを開始[39]。
  - 9月1日 - 一部対応端末のアップデート適用で256QAM対応を開始。これによりWiMAX2+の2波CAと4×4 MIMOでは下り最大558Mbps、au 4G LTEを組み合わせた3波CAでは下り最大708Mbpsに速度が向上する[40]。

- 2020年（令和2年）
  - 10月1日 - UQ mobile事業を分割しKDDIに承継[41]。

### 契約数
電気通信事業者協会のデータに基づく。2010年3月までは四半期ごとでの発表だった。そして2013年10月から電気通信事業者協会（TCA）の契約実績発表から離脱しており再び四半期ごとの発表となっている。
| 年月         | 純増数  | 累計       |
| ------------ | ------- | ---------- |
| 2009年9月末  | 21,700  | 21,700     |
| 2009年12月末 | 41,900  | 63,600     |
| 2010年3月末  | 86,700  | 150,300    |
| 2010年4月末  | 23,400  | 173,700    |
| 2010年5月末  | 18,900  | 192,600    |
| 2010年6月末  | 21,300  | 213,900    |
| 2010年7月末  | 43,500  | 257,400    |
| 2010年8月末  | 36,300  | 293,700    |
| 2010年9月末  | 43,400  | 337,100    |
| 2010年10月末 | 36,200  | 373,300    |
| 2010年11月末 | 61,900  | 435,200    |
| 2010年12月末 | 89,200  | 524,400    |
| 2011年1月末  | 75,900  | 600,300    |
| 2011年2月末  | 75,300  | 675,600    |
| 2011年3月末  | 131,000 | 806,600    |
| 2011年4月末  | 95,800  | 902,400    |
| 2011年5月末  | 67,800  | 970,200    |
| 2011年6月末  | 60,100  | 1,030,300  |
| 2011年7月末  | 70,400  | 1,100,700  |
| 2011年8月末  | 60,200  | 1,160,900  |
| 2011年9月末  | 76,500  | 1,237,400  |
| 2011年10月末 | 95,600  | 1,333,000  |
| 2011年11月末 | 68,000  | 1,401,000  |
| 2011年12月末 | 287,800 | 1,688,800  |
| 2012年1月末  | 195,100 | 1,883,900  |
| 2012年2月末  | 167,000 | 2,050,900  |
| 2012年3月末  | 214,800 | 2,265,700  |
| 2012年4月末  | 194,900 | 2,460,600  |
| 2012年5月末  | 200,200 | 2,660,800  |
| 2012年6月末  | 245,200 | 2,906,000  |
| 2012年7月末  | 302,200 | 3,208,200  |
| 2012年8月末  | 245,100 | 3,453,300  |
| 2012年9月末  | 170,800 | 3,624,100  |
| 2012年10月末 | 123,200 | 3,747,300  |
| 2012年11月末 | 104,200 | 3,851,500  |
| 2012年12月末 | 77,600  | 3,929,100  |
| 2013年1月末  | 55,400  | 3,984,500  |
| 2013年2月末  | 48,600  | 4,033,100  |
| 2013年3月末  | 51,100  | 4,084,200  |
| 2013年4月末  | 49,700  | 4,133,900  |
| 2013年5月末  | 47,700  | 4,181,600  |
| 2013年6月末  | 40,700  | 4,222,300  |
| 2013年7月末  | 38,500  | 4,260,800  |
| 2013年8月末  | 4,000   | 4,264,800  |
| 2013年9月末  | 10,200  | 4,275,000  |
| 2013年12月末 |         | 4,157,200  |
| 2014年3月末  |         | 4,013,500  |
| 2014年6月末  |         | 4,153,100  |
| 2014年9月末  |         | 5,123,800  |
| 2014年12月末 |         | 7,153,200  |
| 2015年3月末  |         | 9,543,000  |
| 2015年6月末  |         | 11,240,700 |
| 2015年9月末  |         | 13,158,000 |
| 2015年12月末 |         | 15,688,900 |
| 2016年3月末  |         | 18,048,300 |
| 2016年6月末  |         | 19,814,500 |
| 2016年9月末  |         | 21,626,300 |
| 2016年12月末 |         | 23,295,700 |
| 2017年3月末  |         | 24,806,000 |
| 2017年6月末  |         | 25,870,700 |
| 2017年9月末  |         | 27,104,800 |
| 2017年12月末 |         | 28,154,100 |
| 2018年3月末  |         | 29,334,000 |
| 2018年6月末  |         | 30,105,900 |
| 2018年9月末  |         | 30,812,200 |
| 2018年12月末 |         | 31,522,600 |
| 2019年3月末  |         | 32,768,400 |
| 2019年6月末  |         | 33,335,700 |
| 2019年9月末  |         | 33,828,100 |
| 2019年12月末 |         | 34,049,600 |